# کوپلوجه (یوسف‌علی)
کوپلوجه (به ترکی استانبولی: Küplüce) یک منطقهٔ مسکونی در ترکیه است که در یوسف‌علی واقع شده‌است. کوپلوجه ۲۳۲ نفر جمعیت دارد.